# Felisberto Caldeira Brant
Felisberto Caldeira Brant Pontes de Oliveira e Horta, Marchese di Barbacena (Mariana, 19 settembre 1772 – Rio de Janeiro, 10 giugno 1842), è stato un militare e diplomatico brasiliano. Fu un importante comandante dell'esercito imperiale nella guerra argentino-brasiliana e si distinse in importanti incarichi diplomatici.

## Biografia
Esponente di un'importante e ricca famiglia dello Stato di Minas Gerais, Felisberto Caldeira Brant entrò nel 1788 nell'Accademia della Marina a Lisbona.
Dopo aver ricoperto l'incarico di aiutante del governatore dell'Angola Miguel Antônio de Melo tornò in Brasile, dove si sposò nel 1801 con Ana Constança Guilhermina de Castro Cardoso, figlia di ricchi proprietari terrieri. Nel 1807 accompagnò la famiglia reale portoghese durante il suo trasferimento a Rio de Janeiro; per la sua fedeltà alla Corona fu nominato maresciallo dell'esercito.
Nominato incaricato d'affari a Londra poco prima dell'indipendenza formale del Brasile, cercò di trattare con il Regno Unito il riconoscimento di quest'ultima e il mantenimento dei trattati stipulati con il Regno Unito di Portogallo, Brasile e Algarve, fallendo la missione. Dopo un breve periodo come deputato costituente per lo stato di Bahia tornò in Gran Bretagna come ambasciatore brasiliano; in questo ruolo cercò di ottenere dai grandi banchieri inglesi i prestiti che servivano al Brasile per fare fronte alle esigenze del nuovo Stato. A titolo di ringraziamento per l'attività svolta Felisberto Caldeira Brant fu nominato Visconte di Barbacena il 12 ottobre 1825 dall'imperatore Pietro I; l'anno successivo il titolo nobiliare fu elevato al rango di Marchese.
Nel 1825 ricoprì per un breve periodo l'incarico di Ministro delle Finanze. Scoppiata la guerra argentino-brasiliana, Felisberto Caldeira Brant fu nominato il 12 settembre 1826 comandante delle operazioni dell'esercito brasiliano; dopo un'estenuante marcia nel territorio del Rio Grande do Sul fu tuttavia sconfitto il 20 febbraio 1827 dall'esercito argentino nella battaglia di Ituzaingó.
Nel 1828 fu incaricato di condurre a Vienna la figlia di Pietro IV, Maria, per essere educata presso la corte dell'Imperatore d'Austria; tuttavia, giunto a Gibilterra, venne a conoscenza dell'insurrezione del principe Michele e preferì riparare con la sua protetta a Londra. Pietro I gli diede in seguito l'incarico di recarsi in Germania per concertare il suo stesso matrimonio con Amelia Augusta di Leuchtenberg.
Fu nuovamente Ministro delle Finanze tra il 1829 e il 1830; dopo quest'anno occupò il seggio di Senatore fino alla sua morte, avvenuta nel 1842.